# NGC 4669
NGC 4669 is een spiraalvormig sterrenstelsel in het sterrenbeeld Grote Beer. Het hemelobject werd op 14 april 1789 ontdekt door de Duits-Britse astronoom William Herschel.

## Synoniemen
- UGC 7925
- MCG 9-21-38
- ZWG 270.18
- PGC 42942